# مدرسة الأزواج

طه حسين (1889 - 1973)

مدرسة الأزواج كتاب للدكتور طه حسين  يتضمن مجموعة مقالات، صدر عام 1955  يتناول الجانب الاجتماعي في الحياة المصرية، وهو من محاولات طه حسين لإصلاح المجتمع، والتي تبدأ، من وجهة نظره، بإصلاح حالة الأسرة، والحوار مع المرأة ومنحها حقوقها.

## فصول الكتاب
الفاروق الشديد اللين - على أطلال طروادة - الخيال العاقل - لجنة المروءة - مدرسة الأزواج - أزمة الجامعة - تجربة - رحلة - المصري الغريب في مصر - أحاديث الأسبوع - من لغو الصيف إلى جد الشتاء - مصر في الصباح - من أحاديث العيد - القرين - الفأل.

## مقدمة الكتاب
بدأ الدكتور طه حسين بمقدمة تقول:
"أنا قد أكون مُسرفًا في المحافظة ولكن أشهد أنى ما زلت موْمنًا بأن الثقافة هي
القوة العليا في الأرض، وبأن سلطان الثقافة وسلطان الفن لا يزالان، وسيظلان،
فوق كل سلطان".

## مقتطفات من الكتاب
الفاروق الشديد اللين
من أيسر الأمور على المثال البارع أن يصنع لعمر بن الخطاب - رضي الله عنه – تمثالاً يجمع بين الصدق والروعة، وبين الدقة التي ترضي الحق، والجمال الذي يرضي الخيال. فقد حفظ التاريخ لعمر صورة دقيقة صادقة لا تتعرض للشك ولا للخلاف. بحيث يراها الناس جميعًا إذا قرءوا تاريخه فلا يختلفون فيها ولا يفترقون في الإعجاب بها والإعظام لها مهما تختلف أمزجتهم وطبائعهم، ومهما تختلف آرائهم ومذاهبهم، ومهما تختلف طرائقهم في التفكير والحكم والشعور.
............
أن هذه الشخصية لم تكن سهلة ولا يسيرة في نفسها، وإنما كانت عسيرة معقدة كما
سترى بعد قليل، ولكنها كانت قوية جدّا، قوية إلى الحد الذي يعجز معه التاريخ عن
مقاومتها فيضطر إلى أن يقبلها كما هي لا يستطيع أن يزيد فيها أو ينقص منها وإنما
يتلقاها كاملة وينقلها إلى الأجيال كاملة.
...........
أن أخته قد أسلمت كما أسلم زوجها، فينقض عمر على أخته قد أزمع البطش بها وبزوجها، فإذا بلغ الدار سمع قراءة، فإذا طرق الباب فزع من في الدار واستخفى مقرئ الأسرة. ودخل عمر على أخته فسألها فلم تخف عليه شيئًا، فيبطش بها وبزوجها، ويثبتان له ويظهرانه على الصحيفة التي كانا يقرأان فيها، فلا يكاد يتلو آيات من القرآن حتى تذهب شدته وبأسه ويستحيل إلى لين وعطف ورحمة وإشفاق، ويسأل عن مكان النبي فإذا دُلَّ على هذا المكان ذهب إلى حيث كان النبي وأصحابه يجتمعون، فإذا أحس أصحاب النبي مقدمه أنكروه وأشفقوا منه، إلا رجلًا واحدًا هو حمزة بن عبد المطلب لم يكن أقل منه شدةٌ وبأسَا فقد أنتظره ثابتاً له، وتلقاه بمثل ما كان قد أقبل به فيما ظن المسلمون من الشدة والبأس. ولكن النبي يلقاه لقاءً شديدًا رقيقاً، فما هي إلا أن يسلم عمر ويكبر المسلمون ويعلموا أن الله قد أعز دينه بأحب الرجلين إليه عمر بن الخطاب وعمرو بن هشام أبي جهل، كما كان النبي يسأله في كل يوم. ومنذ ذلك اليوم استطاع المسلمون أن يجهروا بصلاتهم وكانوا يخفونها، وأن يتخذوا ناديهم في المسجد وكانوا لا يظهرون فيه إلا فرادى.
على أطلال طروادة
هذا عنوان فصل قيم كتبه صديقنا الأستاذ الدكتور محمد عوض، وهنا أقف مترددًا وقفة قصيرة في تسمية الصحيفة التي كتبه فيها الأستاذ الصديق، لا لشيء إلا لأن الصديق نفسه حين كتب الفصل الذي كتبه إنما كان يريد أن يرد علي فيما ذكرته به في مقالي «بين كأسين». فسماني وسمى الفصل الذي أراد أن يناقشه ولكنه لم يسم الصحيفة التي نشر فيها هذا الفصل.
.........
وبعد فإن بين الصديق وبيني خصومتين: إحداهما لا تكاد تحتمل الجد، والأخرى لا تكاد تحتمل المزاح، فأما الأولى فمصدرها أن الصديق قد قرر حين قرأ الفصل الذي كتبته أني رويت ما رويت فيه من الحديث عن صاحب لي كان مريضًا قد أدركه الزكام أو ألم به البرد فخيل إليه أن الأستاذ قد أسرف في الإساءة إلى هيلانة حين أضاف حرب طروادة إلى التجارة والتماس المنافع. وأنا أستطيع أن أؤكد للصديق تأكيدًا قاطعًا أن صاحبي لم يكن مريضًا ولا مزكومًا ولا متأثرًا بالبرد القوي أو الضعيف حين ألقى إليّ حديثه، ولا حين قرأ الفصل الذي نشرته الهلال ولقد سألته وألححت عليه في السؤال فأقسم جهد أيمانه ما أدركه البرد ولا الزكام ولا ألم به المرض أثناء قراءة هذا الفصل وأثناء التحدث إليّ بتأثير في نفسه. ولم أطمئن إلى حديث صاحبي غلوًا في العناية وإلحاحًا في التحقيق. فبحثت وأطلت البحث. واستقصيت وأمعنت في الاستقصاء. وسألت عن صاحبى القريب منه والبعيد عنه، فانتهت إلى الأنباء كلها بأنه كان صحيحًا موفورًا أثناء هذه الأوقات، لم يدركه برد ولم يلمَّ به زكام، فكان مالكًا لعقله وقلبه وقوته وحلمه جميعًا، وأن الصديق بما كتب عن هيلانة قد أخرجه عن طوره شيئاً ونفره من العلم قليلًا، ودفعه إلى الأدب دفعًا فتحدث إليّ بهذا الحديث. ولعل الصديق ينصف صاحبي فيعترف بأنه لم ينكر العلم ولم يثّْر به. ولم يخرج عليه. وأنا أضطر إلى الإذعان له والخضوع لما ينتهي إليه من النتائج حين يحصي ويستقصي، وحين يعلل ويحلل، وحين يقلب الأمور ظهرًا لبطن أو بطنًا لظهر، ويضربها أخماسًا في أسداس أو أسداسًا في أخماس، وينتهي إلى ما يغني حينًا وإلى ما لا يغني أحياناً.
.........
من خصائص الزكام فيما يقول الناس أنه يدفع إلى السأم وضيق الصدر ويشغل عن المزاح ويصرف عن الدعابة ويقبح الحسن ويسوئ المحمود. وأكبر الظن أن الصديق حين أراد أن يرد على ذلك الفصل ظنه جدًّا مع أنه لم يكن إلا مزاحًا، فهاجمه مهاجمة الجاد وخيل إليه أنه سيدافع عن العلم دفاع الأبطال، لأن العلم معرض للخطر، ولأن صرحه الشامخ الشاهق المتين يريد أن ينقض فلا بد من إقامته. والأمر أيسر من هذا وأهون خطرًا لولا الزكام، فلم يرد صاحبي أن يهاجم العلم لأنه لم يُرد أن يكون سخيفاً، وإنما أراد أن يداعب العلم، وويلٌ للحياة إذا حرمت فيها الدعابة على الناس! وأؤكد للأستاذ الصديق أن صاحبي لم يضيق بفصله الثاني ولم يتأدَ بشيء من هذا المزاح الذي جاء فيه، ولكنه حريص على أن تقر الأمور في نصابها، وعلى أن يسجل أنه لم يكن مزكومًا ولا ضحية للبرد في ذلك الوقت الذي اتهمه فيه الأستاذ بالبرد والزكام. وما أظن الصديق يستطيع أن يجحد أنه كان مزكومًا متأثرًا بالبرد، وأنه اعتكف اعتكافاً ما، وأنه كتب هذا الفصل في ظل ذلك البرد وهذا الزكام وأثناء هذا الاعتكاف. هذه نقطة خطيرة جدًا لا بد من تحقيقها؛ لأن العلم يُحرض على مثل هذا التحقيق، فرب زكام أحدث في تاريخ العلم حدثاً ذا بال. وكثيرًا ما يزعم مؤرخو العلم أن  للعلل العارضة، والأسقام الطارئة وما يلم بالعلماء والباحثين وبالحكماء والفلاسفة من عسر الهضم؛ آثارًا بالغة فيما يفكرون ويكتبون. والأستاذ يوافقني على أن من الأشياء ذات الخطر أن نؤرخ بصحته الغالية من هذا الانحراف اليسير أحيانًا، فيعرضه لِمَا لم يتعود أن يتعرض له من السأم ويغشى ابتسامته الحلوة بما لم تتعود أن تتغشى به من العبوس، والأمر بعد هذا كله لا يعدو أن يكون دعاية ومزاحًا.
الخيال العاقل
إلى أخي الزيات (المقصود: أحمد حسن الزيات باشا من كبار رجال النهضة الثقافية في مصر والعالم العربي) أعرفت قط خيالًا عاقلا أيها الأخ العزيز؟ أما أنا فقد عرفته أمس، ولم أتكلف في معرفته مشقة ولا جهدًا، ولم أنفق في البحث عنه قوة ولا وقتاً، بل لم أبحث عنه وإنما سعى إلي، أو قل هممت أن أدعوه فاستجاب لي قبل الدعاء. ولكنى لم أدعه لأعرفه؛ فإن عهدي به بعيد، بعيد جدًا لا أكاد أذكر أوله، وإنما أعلم أنه رفيقي منذ بدأت أفكر، بل منذ استقبلت الحياة.
.........
قلت لهذا الخيال: ما رأيت كاليوم خيالًا عاقلا رشيدًا؛ إن في حديثك لعبرة لمن أراد أن يعتبر. قال: وأي غرابة في أن يعقل الخيال ويرشد إذا تحدث عن محمد، وإن كان من طبعه الطموح والجموح؟ قلت: لأنقلن حديثك هذا إلى صديق محزون جزع. قال: انقله راشدًا إلى صديقك وإلى كل محزون جزع. فما أرى أن مسلمًا يتمثل حياة محمد من هذه الناحية من نواحيها ثم يعرف اليأس أو الجزع إلى قلبه سبيلاً.
لجنة المروءة
ولم يكن بِدّ من أن يؤلف صديقي العزيز أحمد أمين لجنة للمروءة، كما يؤلف في كل يوم لجانًا ولجانًا لما يعرض من المشكلات القريبة والبعيدة، فتأليف اللجان لازمة من لوازمه، واللجنة عنصر من العناصر الأساسية لتفكيره الاجتماعي، فلا يكاد يعرض له أمر يحتاج إلى الروية والتفكير حتى يفكر قليلًا، ويستعرض ألوانًا من الحلول، ثم يقترح تأليف لجنة للنظر في هذا الأمر وحله على أحسن وجه ممكن. ذلك لون من ألوان التواضع، وفن من فنون الديمقراطية وتقدير لأصل الشورى يحمد للأستاذ ويسجل له فضله. وقد عرفنا منه الشغف باللجان والإسراع إلى تأليفها فداعبناه بذلك. والله يعلم أني حين طلبت إليه النظر في تنظيم مدرسة المروءة، لم أكن أريد إلا توريطه؛ وقد تورط في تأليف لجنة فله الشكر على هذه اللجنة قبل أن تؤلف.
مدرسة الأزواج
أرادت وزارة الشئون الاجتماعية أن تَصلح نظام الحياة في مصر، وكان بين النظم التي ذكرتها في أحاديثها وإعلاناتها نظام الأسرة؛ لأنها لاحظت، كما لاحظ الناس منذ زمن بعيد، وكما سيلاحظون إلى زمن بعيد، أن نظام الأسرة المصرية في حاجة إلى الإصلاح. وقد بحثت وأستطيع أن أبحث دائمًا عن بيئة متحضرة ترضى عن نظمها الاجتماعية وتطمئن إليها ولا تبتغي لها إصلاحًا فلم أجد. ويظهر أني لن أجد مهما أمعن في البحث والاستقصاء. فالسخط على الحياة الحاضرة أصلّ من أصول الطبيعة الإنسانية.
......
فليس نظام الأسرة في مصر بالقياس إلى الحياة المصرية من الفساد والقبح بحيث
يظن المتشائمون، ولكنه نظام يلائم حياتنا وقد أنتج لنا نتائج رضينا عنها ورغبنا
فيها وهو كغيره من النظم قابل للتطور.
.....
إنك لتعلم أن الرجل يُؤثر نفسه بما استطاع من ألوان اللذة والمتاع، ويترك امرأته حيث هي في بيئتها البائسة المظلمة كأنها لم تُخلق للذة ولا لمتاع. فإذا سئل عن ذلك تعلل بأن امرأته لا تلائمه وبأن الزوج الصالحة لم تُوجد في مصر بعد، وإنما هي معاذير لا تُغني عن الحق شيئًا. والحق أن الرجل ليس خيراً من امرأته، ولعل امرأته أن تكون خيراً منه وأصفى نفسا وأطهر قلبًا وأقوى إرادة وأشد احتمالا وأنقى ضمريًا.
شيئًا من الرفق أيها السادة! لا تظلموا أنفسكم بظلم النساء، ولا تزعموا أنهن في حاجة إلى الإصلاح من دونكم، فهن في حاجة إلى أن يتعلمن كما أنكم في حاجة إلى أن تتعلموا.
.........
فالعدل العدل أيها السادة! العدل الاجتماعي وحده هو قوام الإصلاح، وهو سبيله، وهو غايته، وهو كل شيء. وقد كنت أظن أن وزارة الشئون الاجتماعية قد أنشئت لتحقيق هذا العدل الاجتماعي، وما زلت أظن بها ذلك وأنتظره منها.
أزمة الجامعة
لست أحسن التنبؤ بما سيكون في غد، ولا حظ لي من القدرة على التحدث بالغيب، ولم أتعلم قط ضرب الرمل ولا استشارة الودع، ولا قراءة خطوط الكف، ولا استنباء الورق عما سيكون. ومع ذلك فقد كنت متنيأً أو كالمتنبئ حين كتبت متحدثاً عن الجامعة، فقد كنت أقدر في ذلك الفصل أن الجامعة بعد أن رَّد إليها استقلالها وبعد أن تم لها تكوينها بضم المدارس العليا إليها قد أصبحت أعظم قوة عقلية ومعنوية في مصر
.......
العقليون معرضون عن كل شيء إذا أمنوا على نشاطهم العقلي فإذا لم يأمنوا فهم كغيرهم من الناس، بل هم أكثر من غيرهم من الناس قلقًاً واضطراباً، ثم سخطاً وإنكاراً، ثم ثورة واندفاعا في الثورة.
.........
قد يُلاحظ على الجامعيين أنهم أقحموا أنفسهم وجامعتهم في السياسة، وما ينبغي للجامعيين ولا للجامعة أن يكون بينهم وبين السياسة سبب من قريب أو بعيد. وقد سجل مجلس الوزراء هذا اللوم تسجيلا في القرار الذي أصدره فأغلق به الجامعة إلى أجل غير مسمى، وأظنني أصف رأي الجامعيين أصدق الوصف إن قلت إنهم يكرهون السياسة أشد الكره ويكرهون أن يدفعوا إليها، ويتمنون دائما لو استقامت الأمور ومضت على وجهها ففزعوا لدرسهم وبحثهم وانصرفوا إليهما عن غيرهما من أعراض الحياة. ولكن الجامعيين كغيرهم من المصريين مكلفون الذود عن وطنهم حين يتعرض للخطر والدفاع عن كرامة وطنهم حين تهان.
تجربة
أما أنها نجحت نجاحاً باهراً قاهراً فذلك شيء لا شك فيه، وأما أن نجاحها كان خيراً للناس وللحضارة، فهذا هو الشيء الذي أشك فيه كل الشك، ولعلي أقطع بما يناقضه من جميع الوجوه. ولنعرف أولا ما هذه التجربة الناجحة المخفقة، الرابحة الخاسرة، التي أحيت ناساً كثيرين وعرضت خير ما في الإنسانية للشر والتلف، والتي خيلت إلى الناس أن حضارتهم قد بلغت من الرقي أقصاه، وانتهت من الكمال إلى غايته، على حين أنها زلزلت أركان هذا الحضارة، حتى انتهت بها إلى ما تتعرض له الآن من الانهيار، وأريد بها تجربة الإعلان أو تجربة الدعاية. وقد قلت إن نجاحها ليس فيه شك، وما أظن أحدا ينازع في أن الإعلان قد أصبح من أصول الحياة الحديثة وركنًا من أركانها، بل لعله أصبح أهم أصولها وأعظم أركانها.
...........
هل أفادت الحضارة من هذه الظاهرة ما يصلحها ويرقيها ويدنيها من المثل الأعلى؟
.......
أن الإعلان حين اندس في الحضارة الحديثة وتغلغل في أعماقها حتى أصبح لها قواماً، قد دس فيها عنصراً غامضاً مبهماً خطراً، قوامه الشبهات، وقد أضعف بهذا العنصر حظ العقل من التأثير في الحضارة، وحظ الاختيار القائم على التفكير الصحيح وعلى تحري الصواب والإخلاص في هذا التحري. وهو بهذا قد ألغى حظاً عظيماً جداً من حرية الفرد ومن حرية الجماعة، واستبعد الناس لفريق قليل ضئيل من هؤلاء الذين ينظمون الإعلان ويصوغونه ويذيعونه ويشرفون عليه.
ومعنى هذا أن الإعلان في حقيقة الأمر خصم من خصوم الحرية الفردية والاجتماعية، وخصم من خصوم العقل، وخصم من خصوم التفكير وتحري الصدق والصواب، ونتائج هذا كله ظاهرة في حياتنا وحضارتنا، فالإعلان هو الذي أفسد قلوب الألمان وخدعهم بزخرف القول حتى أضاع عليهم عقلهم، وحتى سلبهم حريتهم، وحتى أخضع ملايينهم الضخمة لفرد أو لأفراد يصرفونهم كما يحبون، ويتصرفون في أنفسهم وأموالهم وعقائدهم وآرائهم كما يشتهون. والإعلان هو الذي دفع الألمان، بعد أن صاغهم هذه الصيغة، إلى هذه الطاعة المطلقة التي انتهت بهم وبجزءٍ عظيم من العالم إلى هذه الكارثة التي نشهدها، والتي نرجو ألا تشمل العالم كله بآثارها المنكرة.
أليس يكون من أغرب الأمور أن تُنشئ كل وزارة إدارة للإعلان، وأن تختار لها الموظفين وتنفق عليها المال وتغذي منها الصحف والراديو، وتصبح أمور الحكومة كلها إعلانًا في إعلان.
رحلة
تركت للقاهرة جد الحرب والسلم، ودعابة الحرب والسلم أيضا، وفررت منها إلى حيث تعودت أن ألجأ بين حين وحين من أعماق الصحراء في أواسط الصعيد.
.........
أترى إلى هذا الذي فر من الحياة العقلية في القاهرة إلى حياة الحيوان في الصحراء،
فلم يستطع أن يخلص من عقله ولا من تفكيره؟
المصري الغريب في مصر
هو مختار - رحمه الله – (المقصود هو المثال المصري محمود مختار) فقد كان في حياته مرآة صادقة كل الصدق لنفس مصر الخالدة التي لا تُحد ولا تُحصر، كنت تجد في هذه المرآة صوراً صادقة لنفس مصر القديمة، ولنفس مصر الإسلامية، ولنفس مصر هذه التي يكونها هذا الجيل.
..........
وكذلك انتهت قصة مختار مع انتهاء النهار يوم الأربعاء، وكذلك أسدل ستار الموت على حياة مختار في الوقت الذي أسدل فيه ظلام الليل على حياة الأحياء، وما أكثر ما تنتهي قصص الناس في كل يوم، بل في كل ساعة، بل في كل لحظة! 
أحاديث الأسبوع
كان جو القاهرة قلقاً مضطربًا أثناء الأسبوع، يذكر الشتاء المدبر فيستحضر بعض أرواح البرد، ويلمح الصيف المقبل فيسرع إلى بعض بشائر القيظ. وكان النهار ضعيف الذاكرة جداً، محي الشتاء من نفسه محوا على قرب عهد الشتاء ... هذه صحيفة فرنسية - النوفيل ليترير - تحدثنا بأن صاحب الجلالة جورج الملك الإمبراطور، قد عني بالتنجيم وحديث المنجمين، فأبى أن يسافر ابنه إلى أستراليا في يوم كان المنجمون يخافون منه الشر، واحترقت فيه طائرة فرنسية كانت تحمل حاكم الهند الصينية العام. والصحيفة نفسها تحدثنا بأن الزعيم الإيطالي العظيم يحفل بالتنجيم والمنجمين.
من لغو الصيف إلى جد الشتاء
أن الصيف هو الفصل الذي يحسن فيه اللغو، وأن الشتاء هو الفصل الذي لا يحسن فيه إلا الجد، ولا يمكن فيه إلا الجد؟ ولعلك تظن أن ما حدثتك به هو كل ما في الشتاء من جد، فذد عن نفسك هذا الوهم، ففي الشتاء جد آخر مر كله، لا حلاوة فيه.
مصر في الصباح
ولا بد من الكتابة عن «مصر في الصباح» بعد أن كتب صديقي الزيات عن الحالة الحاضرة، فهما عنوانان طالما ترددا في أفواه ثلاثة من الشبان، ظلوا أعواماً طوالاً لا يلتقون كل يوم إذا كان الضحى، ثم لا يفترقون حتى يتقدم الليل. وكانوا إذا التقوا أخذوا في فنون من الحديث والقراءة وتناشد الشعر، والاختلاف إلى الدرس، وإطالة المقام في دار الكتب، ودفعوا إلى ألوان من الهزل، وضروب من العبث، حتى كانوا مضرب المثل عند الذين يعرفونهم والذين لا يعرفونهم من الأزهريين.
........
حاولت منذ أسبوع أن أطرق هذا الموضوع، وأن أكتب عن مصر في الصباح، فإذا بلغت من ذلك ما أريد أمنت الزيات وحالفته على صديقنا الثالث، كما كنت أحالف صديقنا الثالث عليه. ثم ذهبنا إلى صاحبنا نسعى إليه مبتسمين، حتى إذا بلغنا مجلسه لم نبدأه بتحية ولا مصافحة ولا حديث، وإنما وضعنا الرسالة بني يديه وفيها الحالة الحاضرة للزيات، وفيها مصر في الصباح لطه حسين ثم ابتدرناه معاً بهذا البيت:
شيخ لنا من ربيعة الفرس     ينتف عثنونه من الهوس.
من أحاديث العيد
في أيام العيد أحاديث مختلفة، منها الباسم ومنها العابس، فيها الجد وفيها الهزل. ولكني كنت أحتفظ لنفسي بأشد هذه الأحاديث مرارة ولذعا؛ لأني أعلم أن الناس يكرهون في أيام العيد وفي غير أيام العيد مرارة الحزن ولذع الألم.
...........
أخذت الأيام تتخطف هؤلاء الناس واحدأً واحداً حتى لقد زرت هؤلاء الأصدقاء فقضيت معهم ما قضيت من الوقت ثم خرجت فإذا أنا أنصرف إلى كوكب الشرق لا إلى دار عدلي ولا إلى دار ثروت ولا إلى دار فلان وفلان من أولئك الذين كنت أحب أن أسعى إليهم وأغتبط حين يسعون إليَّ أو حين يرسلون إليَّ تحياتهم مع البريد. وكنت لا أكاد أتهيأ للخروج يوم العيد حتى ينبئني المتنبئون بأن فلانًا وفلانًا وفلانًا من الأصدقاء قد أقبلوا وهم ينتظرون، منهم من يريد أن يبدأ العيد بلقائي لأن لقائي كان أحب شيء إليه يوم العيد.
القرين
من يوميات وزير قديم
رأيت باب غرفتي يفتح على مصراعيه ويدخل عليَّ منه وكيل الوزارة مرحباً باسماً باسطاً إليَّ يده كما تعود أن يفعل في كل يوم، فلم أنكر مما رأيت شيئًا، إلا أن الوكيل تعجل مقدمه في هذا اليوم، ولم يتح لي أن أستمتع بهذه الخلوة التي كنت أحب أن أخلوها إلى نفسي كل يوم قبل أن آخذ في العمل.
..........
هممت أن أقطع عليه الحديث، فقد ملأني الغضب، ولكنه دفع ضحكة ملأت الحجرة من حولي وقال: لا تغضب، فلن يغني الغضب عنك شيئًا، فلست أنا وكيل الوزارة، وإنما جئت أحذرك من إمضاء ما سيعرضه عليك وكيل الوزارة بعد دقائق؛ فإنه سيحملك على أن تأتي من الظلم والإثم ما لا يليق بالوزير الكريم
قلت: لست وكيل الوزارة! ومن تكون إذن؟
قال: لست وكيل الوزارة وإنما أنا قرينك الذي دخل الحياة معك يوم دخلتها، وسيخرج من الحياة معك يوم تخرج منها.
الفأل
ولم تشرق الشمس من غد حتى كان صاحبنا وزيرا، ولم يرتفع الضحى من اليوم نفسه حتى كان صاحبنا لا يخاف شيئًا كما يخاف الهدهد، ولا يبغض شيئًا كما يبغض
الهدهد، ولم يكن بالأمس يأنس إلى شيءٍ كما كان يأنس إلى الهدهد، ولم يكن بالأمس
يحب شيئًا كما كان يحب الهدهد، ولكن صدق الهدهد قد استقر في نفسه، كما استقر
في نفسه أيضا أن الهدهد لا يستطيع أن يأتيه بعد الوزارة نبأ يسر أو يروق، فمن يدري إن أقبل الهدهد لعله يحمل نبأ استقالة الوزارة! وليس الهدهد صديقاً له وحده من دون الناس يحمل إليه وحده الأنباء السارة، فقد يكون للهدهد أصدقاء آخرون يمكن أن يحمل إليهم أنباء سارة صادقة ويمكن أن يكون من هذه الأنباء نبأ استقالة الوزارة والدعوة إلى الاشتراك في الحكم.

## نقد وتعليقات
أشاد الكاتب العراقي علي عجيل منهل على موقع «الحوار المتمدن» بالدكتور طه حسين قائلاً: «هكذا كان مفكروا عصر النهضة وعلى رأسهم طه حسين يقدمون الأراء والأفكار والمقترحات لتحديث الفكر العربي وتنويره ولسوء الحظ أختفت هذه الظاهرة من سماء المشرق العربي»، وتابع الكاتب: «يعتبر طه حسين من المفكرين القلائل الذين اغنوا الفكر العربي الحديث وطوروا العقلية العربية الشرقية عن طريق الدعوة بالانتماء للحضارة الغربية ودعا إلى الاهتمام بالمرأة العربية واصلاح أوضاعها الأجتماعية، وفي هذا المقال يعلق طه حسن على دعوة صديقه أحمد أمين، بأن، ان تنشأ في مصر مدرسة للزوجات وهي فكرة ظريفة تهتم بوضع المرأة، اوضح ان هذه الفكرة ذكرته بكتاب ضخم ألفه ليون بلوم رئيس وزراء فرنسا السابق بعد الحرب العالمية الأولى».
كتب أحمد وجدي على موقع الكنانة: " إذا تعمقت في كتابات طه حسين بشكل عام فستجد أن الرابط بينها هو انشغاله الدائم بأحوال المجتمع ومحاولاته المضنية في تغييره، وإذا تطرقت كذلك لحياته الشخصية ستجد أنها لم تكن مجرد كلمات في الكتب ولكن ستجد العديد من المواقف المعارضة التي كانت تؤدي في النهاية لعزله عن عمله عدة مرات. ويحاول الكاتب هذه المرة الدعوة إلى إصلاح مجتمعي شامل يبدأ من إصلاح الأسرة لأنها أساس البناء، والالتفات لحقوق المرأة وذلك عن طريق عرض لبعض من المشكلات التي يواجهها المجتمع في هذا الشأن وعرض الحلول المقترحة".
كتب موقع القارئ: «آمن طه حسين بأن للأديب دورًا إصلاحيًّا وتنويريًّا بجانب مسئوليته الثقافية تجاه المجتمع، لذلك كتب العديد من المقالات والكتب التي دعا فيها لإصلاح بعض أحوال مجتمعنا وتطوير أنظمته، خاصةً نظام الأسرة الذي رأى أهمية تطويره، ما يتطلب تغييرًا جذريًّا في نظرتنا تجاه المرأة في مؤسسة الأسرة، كما رأى أن السبيل الوحيدة لأسرة سليمة هي التوسع في التعليم ونشر روح العدل بين أفرادها دون تحيز، وليس في أن تنشئ وزارة الشئون الاجتماعية - كما اقترح البعض - مدرسة لتخريج الزوجات أو الأزواج».

## وصلات خارجية
https://alqarii.com/reviews/388-mdrs-lazo-g مدرسة الأزواج
https://www.goodreads.com/book/show/22429108 مدرسة الأزواج
https://www.maktabatalfeker.com/book.php?id=6968 مدرسة الأزواج
https://www.ahewar.org/debat/show.art.asp?aid=218127 مدرسة الأزواج
https://www.youtube.com/watch?v=36zgnBgyEuc مدرسة الأزواج